# Regionalbus Oberlausitz

Logo der RBO bis Mitte 2021

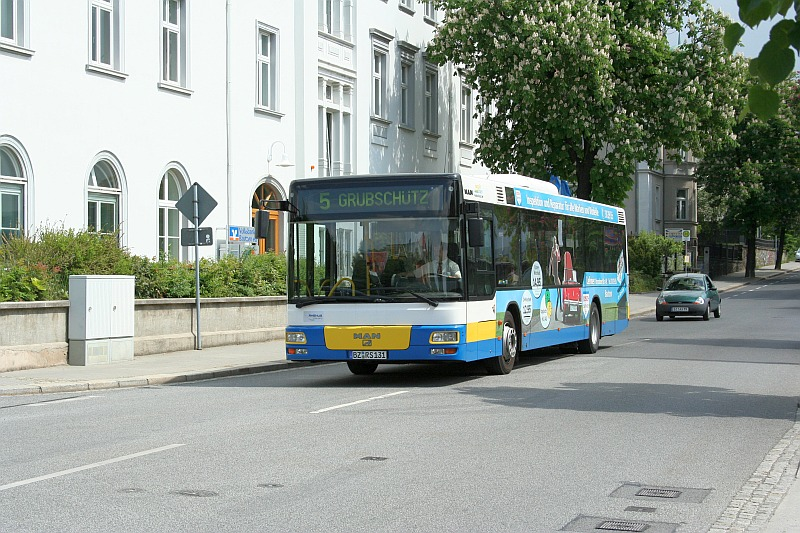
BZ-RS 131 (MAN NL 313) der RBO am Bahnhof Bautzen

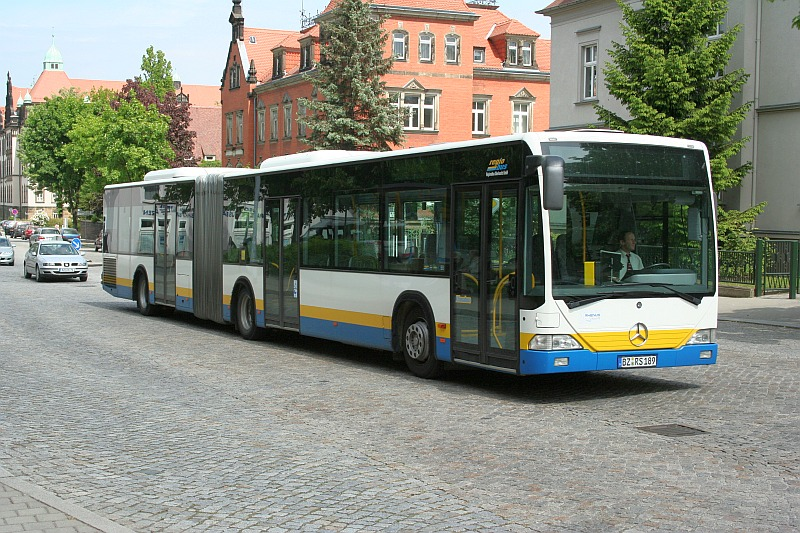
BZ-RS 189 (Mercedes-Benz Citaro O 530 G) am August-Bebel-Platz in Bautzen

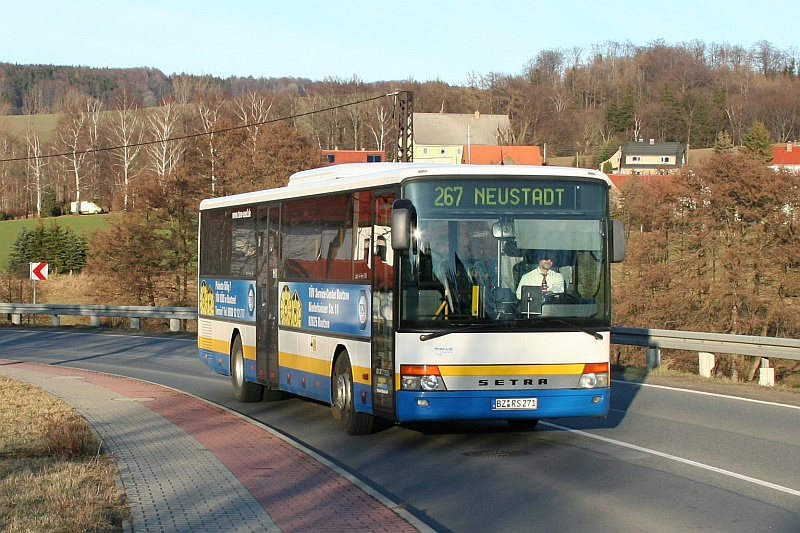
BZ-RS 271 (Setra S 315 UL) der RBO in Steinigtwolmsdorf

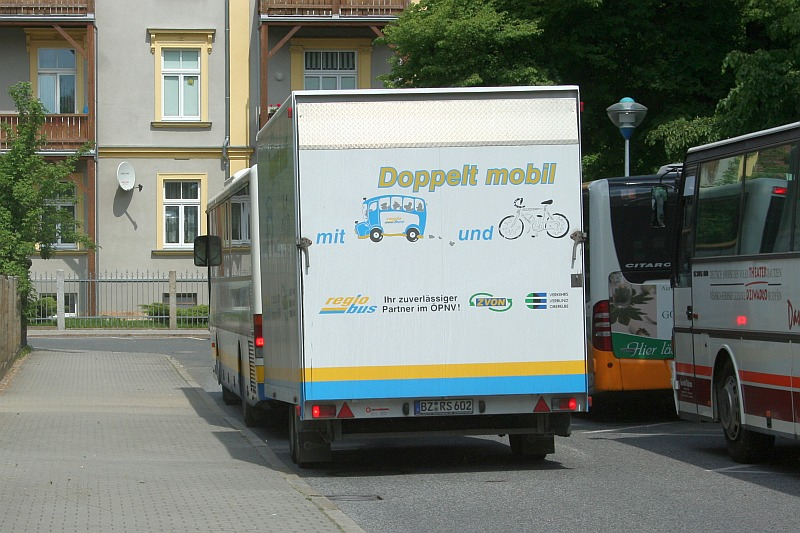
BZ-RS 602, einer der beiden Fahrradanhänger der RBO in Bautzen

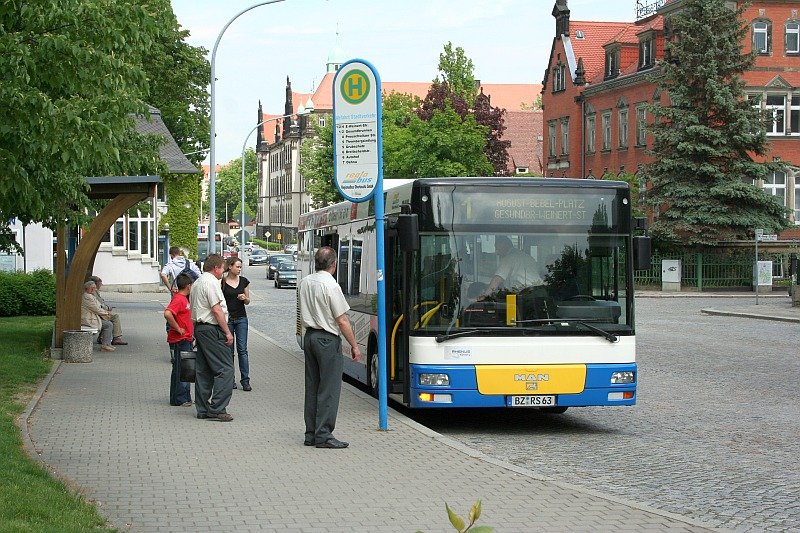
BZ-RS 63 (MAN NL 313) der RBO am August-Bebel-Platz (ZOB) in Bautzen

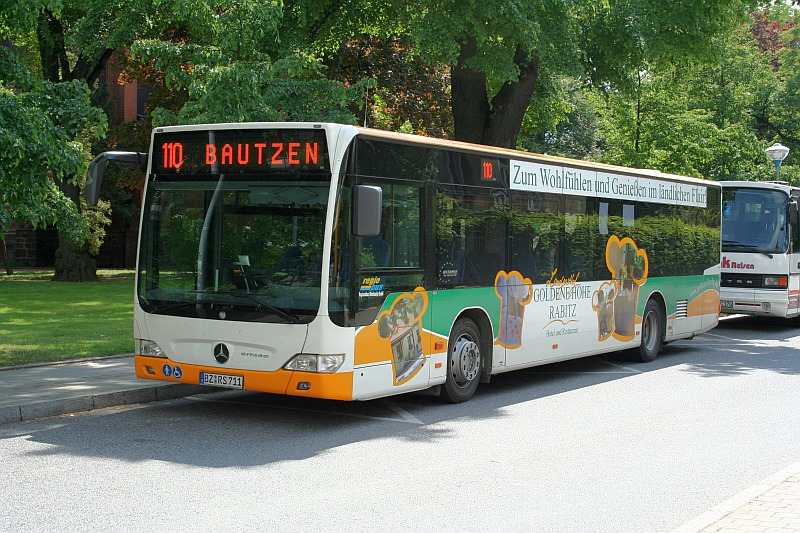
BZ-RS 711 (Mercedes-Benz O 530 Ü) der RBO am August-Bebel-Platz in Bautzen

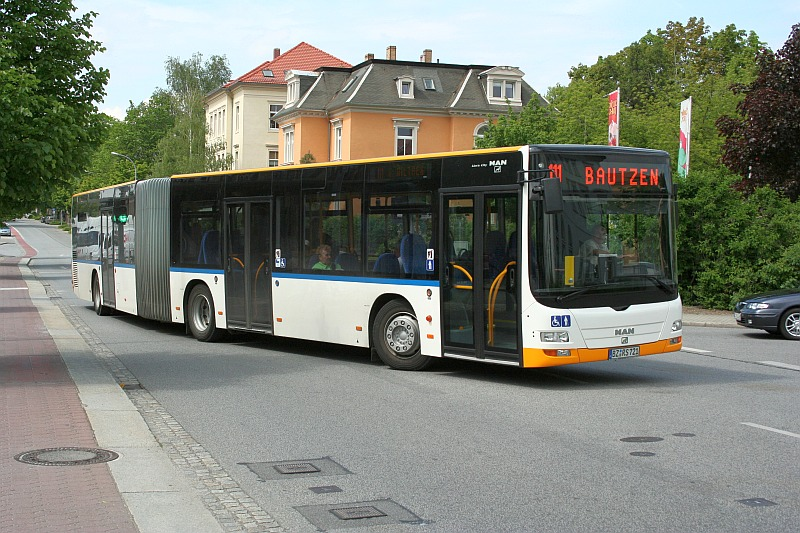
BZ-RS 721 (MAN Lion’s City G - A23) der RBO am Bahnhof Bautzen

Die Regionalbus Oberlausitz GmbH (RBO) betreibt Busverkehr im ostsächsischen Landkreis Bautzen in der namensgebenden Region Oberlausitz. Die Buslinien der RBO führen durch zwei Verkehrsverbünde, den Verkehrsverbund Oberelbe (VVO; Bediengebiete Altkreis Kamenz und Stadt Hoyerswerda) sowie in den Verkehrsverbund Oberlausitz-Niederschlesien (ZVON; Bediengebiete Altkreis Bautzen).
In Bautzen, Kamenz, Königswartha und Wehrsdorf besitzt das Unternehmen jeweils einen Busbetriebshof.

## Geschichte
Im Jahr 1912 wurde die Staatliche Kraftwagenverwaltung (SKV) und im Jahr 1919 die Kraftverkehrsgesellschaft Freistaat Sachsen (KVG) gegründet. Beide Firmen hatten ab 1923 eine einheitliche Betriebsführung und errichteten an verschiedenen Standorten in Sachsen Wagenhallen und Werkstätten. In Bautzen wurde ein Standort in der Strehlaer Straße 45 aufgebaut. Im Jahr 1930 gab es zwei Buslinien in und um Bautzen.
Nach dem Zweiten Weltkrieg waren im Jahr 1945 nur noch zwei Omnibusse mit Anhängern vorhanden, daher wurden auch LKW mit Aufbauten für die Personenbeförderung genutzt. Im Jahr 1949 wurde der VEB Kraftverkehr Bautzen auf dem Gelände Dr.-Peter-Jordan-Straße (ehemals Strehlaer Straße) gegründet. Zwei Jahre später, 1951, konnte der erste neue Kraftomnibus (KOM) des Typs LOWA aus Werdau in den Fahrzeugbestand aufgenommen werden. Im Jahr 1955 folgten dann Fahrzeuge des Typs H6B vom VEB Kraftfahrzeugwerk „Ernst Grube“ Werdau.
Der neue Autohof (Betriebshof) in Bautzen in der Paul-Neck-Straße 139 wurde 1957 in Betrieb genommen. Dieser Standort ist noch in der Gegenwart der Firmensitz der RBO. In Bischofswerda und Kamenz wurden Zweigbetriebe eingerichtet. Zwei Jahre später, im Jahr 1959, wurden 19 Linien mit 94 Bussen betrieben. Im Jahr 1964 erfolgte die Zusammenlegung des VEB Kraftverkehr Bautzen mit dem VEB Güterkraftverkehr und Spedition zum VEB Kraftverkehr Bautzen.
Das VE Verkehrskombinat Dresden wurde 1971 gegründet. Der Kombinatsbetrieb VEB Kraftverkehr Bautzen betrieb zu diesem Zeitpunkt 261 Linien mit 179 Bussen. Dabei kamen hauptsächlich Busse von Ikarus aus Ungarn und Škoda aus der ČSSR zum Einsatz.
Im Jahr 1990 wurde aus dem VEB Kraftverkehr Bautzen zunächst die Ostsachsen-Trans GmbH. Alleiniger Gesellschafter dieser Firma war die Treuhandanstalt. 1991 beschlossen die Landkreise Bautzen, Bischofswerda und Kamenz zum 1. Januar 1992 die Gründung des gemeinsamen ÖPNV-Betriebes Regionalbus Oberlausitz GmbH. Die Treuhandanstalt übertrug am 7. Mai 1992 das Vermögen an die Landkreise.
Im Rahmen eines PPP-Projektes wurden zum 1. Januar 2005 74 % des Gesellschaftskapitals an Rhenus Keolis verkauft. Diese Anteile gingen im Zuge der Trennung der beiden Partner Rhenus und Keolis auf das neue Unternehmen Rhenus Veniro über, das 2019 nach der Eingliederung in die Transdev Group in Transdev SE & Co. KG umfirmierte.
Nachdem Regionalbus Oberlausitz die Ausschreibung für Linienbus- und Schülerverkehr im nördlichen Teil des Landkreises Görlitz gewonnen hatte, erfolgte am 1. November 2012 die Unterzeichnung des Verkehrsvertrags zwischen dem Landkreis und RBO. Der vorherige Verkehrsdienstleister, die Niederschlesische Verkehrsgesellschaft, bleibt als eines von mehreren Subunternehmen für Regionalbus Oberlausitz weiterhin im Kreisgebiet tätig.
Im Oktober 2014 war der Verkauf der Kraftverkehrsgesellschaft Dreiländereck (KVG) von Abellio an die RBO geplant, die KVG wurde letztlich durch Rhenus Veniro selbst gekauft.
Zum 1. Januar 2018 wurden 14 Linien im Raum Radeberg von der Regionalverkehr Dresden GmbH übernommen.
2022 hatte Die RBO rund 150 Busse und 220 Fahrer.
Im Zuge der erneuten Ausschreibung der Busverkehrsleistungen im Landkreis Görlitz unterlag die RBO dem Unternehmen Moveas GmbH, das die Buslinien der RBO in den beiden nördlichen Losen des Landkreises unter der Marke „Omnibusverkehr Oberlausitz“ (OVO) ab dem 1. Januar 2023 übernahm.

## Linienübersicht
Stand: 1. Januar 2023

### Stadtverkehr

#### Stadtverkehr Bautzen
| Linie | Fahrstrecke                                                                                            |
| ----- | --- |
| 11    | Bautzen Bahnhof – Gesundbrunnen – Erich-Weinert-Str. – August-Bebel-Platz (ZOB) – Bautzen Bahnhof      |
| 12    | Bautzen Bahnhof – August-Bebel-Platz (ZOB) – Erich-Weinert-Str. – Gesundbrunnen – Bautzen Bahnhof      |
| 13    | Burk – Gesundbrunnen – August-Bebel-Platz (ZOB) – Preuschwitzer Straße                                 |
| 14    | Thrombergsiedlung – August-Bebel-Platz (ZOB) – Stiebitz – August-Bebel-Platz (ZOB) – Thrombergsiedlung |
| 15    | August-Bebel-Platz (ZOB) – Breitscheidstraße                                                           |
| 16    | August-Bebel-Platz (ZOB) – Oehna – Kleinwelka                                                          |

#### Stadtverkehr Kamenz
| Linie | Fahrstrecke                                             |
| ----- | ------------------------------------------------------- |
| 21    | Flugplatz – Jesau – Bahnhof – Markt – Jesau – Flugplatz |
| 22    | Krankenhaus – Bahnhof – Hennersdorf                     |
| 23    | Bahnhof – Bernbruch                                     |

#### Stadtverkehr Radeberg
| Linie | Fahrstrecke                               |
| ----- | ----------------------------------------- |
| 28    | Bahnhof – Südvorstadt – EKZ – Kleinwachau |

### Regionalverkehr
Die RBO betreibt seit dem 15. Dezember 2019 drei PlusBus-Linien (102, 112 und 305). Seit dem 20. Juli 2020 verkehren die Linien 108 und 309 als PlusBus sowie die Linie 106 als TaktBus. Die entsprechenden Linien sind mit einem Plus bzw. T gekennzeichnet.
Nach europaweiter Ausschreibung gab der Landkreis Bautzen den Betrieb des Regionalbusverkehrs von 2022 an für weitere zehn Jahre an die RBO. Dafür wurde am 1. Januar 2022 das Busnetz umgestaltet. Die PlusBus- und TaktBuslinien erhielten 500er Liniennummern, die anderen 700er Liniennummern.

#### Regionalverkehr Landkreis Bautzen
| Linie | Fahrstrecke | Tarif |
| ----- | --- | ----- |
| +500  | Bautzen – Königswartha – Hoyerswerda (ehemals Linie 103)                                                           | ZVON  |
| T501  | Bautzen – Kleinsaubernitz – Mücka (ehemals Linie T106)                                                             | ZVON  |
| +502  | Bautzen – Gröditz – Weißenberg (ehemals Linie +108)                                                                | ZVON  |
| +503  | Bautzen – Großdubrau – Uhyst (Spree) (ehemals Linie 125)                                                           | ZVON  |
| T504  | Bautzen – Radibor - Königswartha (ehemals Linie 190)                                                               | ZVON  |
| +510  | Bautzen – Cunewalde – Löbau (ehemals Linie 110)                                                                    | ZVON  |
| +511  | Bautzen – Kirschau – Sohland – Wehrsdorf (ehemals Linie +112)                                                      | ZVON  |
| T512  | Bautzen – Neukirch – Steinigtwolmsdorf (ehemals Linie 117)                                                         | ZVON  |
| +520  | Dresden-Johannstadt – Radeberg – Großröhrsdorf – Bretnig – Bischofswerda (ehemals Linie +305)                      | VVO   |
| +521  | Dresden-Blasewitz – Radeberg – Pulsnitz (ehemals Linie +309) Linienkombination 84/521 mit DVB AG                   | VVO   |
| +522  | Dresden-Klotzsche – Medingen – Radeburg (ehemals Linie 308)                                                        | VVO   |
| +530  | Bautzen – Panschwitz-Kuckau – Kamenz (ehemals Linie +102)                                                          | ZVON  |
| +531  | Kamenz – Bernsdorf – Lauta – Senftenberg (ehemals Linie 150)                                                       | VVO   |
| +532  | Königsbrück – Bernsdorf – Hoyerswerda (ehemals Linie 159)                                                          | VVO   |
| T533  | Kamenz – Königsbrück – Gräfenhain (ehemals Linie 171)                                                              | VVO   |
| T534  | Kamenz – Oßling – Hoyerswerda (ehemals Linie 182)                                                                  | VVO   |
| +535  | Bischofswerda – Elstra – Kamenz (ehemals Linie 182)                                                                | VVO   |
| 700   | Bautzen – Hochkirch – Löbau (ehemals Linie 100)                                                                    | ZVON  |
| 701   | Bautzen – Milkel – Königswartha (ehemals Linie 104)                                                                | ZVON  |
| 702   | Bautzen – Baruth – Weißenberg (ehemals Linie 107)                                                                  | ZVON  |
| 703   | Bautzen – Pielitz – Hochkirch/Baschütz (ehemals Linie 109)                                                         | ZVON  |
| 704   | Breitendorf – Hochkirch (ehemals Linie 118)                                                                        | ZVON  |
| 705   | Weißenberg – Spittel – Hochkirch (ehemals Linie 119)                                                               | ZVON  |
| 706   | Bautzen – Baschütz – Malschwitz (ehemals Linie 127)                                                                | ZVON  |
| 707   | Bautzen – Puschwitz – Caßlau (ehemals Linie 129)                                                                   | ZVON  |
| 714   | Bautzen – Drehsa – Weißenberg (ehemals Linie 126)                                                                  | ZVON  |
| 716   | Königswartha – Milkel – Radibor (ehemals Linie 190)                                                                | ZVON  |
| 717   | Neudorf (Spree) – Großdubrau – Jetscheba                                                                           | ZVON  |
| 718   | Hochkirch – Malschwitz                                                                                             | ZVON  |
| 719   | Kotitz – Weißenberg – Radibor (ehemals Linie S47)                                                                  | ZVON  |
| 722   | Kirschau – Wilthen – Neukirch – Wehrsdorf (ehemals Linie 113)                                                      | ZVON  |
| 723   | Bautzen – Gaußig – Bischofswerda (ehemals Linie 114)                                                               | ZVON  |
| 724   | Bautzen – Gaußig – Neukirch – Wehrsdorf (ehemals Linie 115)                                                        | ZVON  |
| 725   | Wehrsdorf – Taubenheim – Oppach (ehemals Linie 116)                                                                | ZVON  |
| 727   | Bautzen – Schmochtitz – Göda (ehemals Linie 122)                                                                   | ZVON  |
| 731   | Zischkowitz – Storcha – Göda (ehemals Linie 174)                                                                   | ZVON  |
| 732   | Göda – Seitschen – Bautzen (ehemals Linie 175)                                                                     | ZVON  |
| 733   | Bischofswerda – Putzkau – Demitz-Thumitz – Bischofswerda (ehemals Linie 177)                                       | ZVON  |
| 734   | Bischofswerda – Gaußig – Wilthen (ehemals Linie 178)                                                               | ZVON  |
| 735   | Bautzen – Göda – Bischofswerda (ehemals Linie 180)                                                                 | ZVON  |
| 736   | Bischofswerda – Neukirch – Sohland (ehemals Linie 181)                                                             | ZVON  |
| 738   | Bischofswerda – Uhyst a.T. – Bautzen (ehemals Linie 189)                                                           | ZVON  |
| 739   | Bischofswerda – Panschwitz-Kuckau – Räckelwitz (ehemals Linie 191)                                                 | ZVON  |
| 741   | Schmölln – Neukirch – Wilthen                                                                                      | ZVON  |
| 746   | Königsbrück – Röhrsdorf (ehemals Linie 169)                                                                        | VVO   |
| 751   | Großröhrsdorf – Bretnig – Frankenthal – Ohorn (ehemals Linie 304/306)                                              | VVO   |
| 753   | Radeberg – Ullersdorf – Rossendorf (ehemals Linie 307)                                                             | VVO   |
| 755   | Radeberg – Arnsdorf – Seeligstadt – Großröhrsdorf (ehemals Linie 310)                                              | VVO   |
| 756   | Königsbrück – Höckendorf – Pulsnitz (ehemals Linie 311)                                                            | VVO   |
| 757   | Reichenau – Gersdorf – Elstra (ehemals Linie 312)                                                                  | VVO   |
| 758   | Pulsnitz – Steina – Ohorn (ehemals Linie 315)                                                                      | VVO   |
| 759   | Großröhrsdorf – Pulsnitz – Steina – Kamenz (ehemals Linie 316)                                                     | VVO   |
| 760   | Radeberg – Ottendorf-Okrilla – Grünberg (ehemals Linie 317)                                                        | VVO   |
| 761   | Radeberg – Schönborn – Ottendorf-Okrilla                                                                           | VVO   |
| 762   | Königsbrück – Schmorkau (ehemals Linie S40)                                                                        | VVO   |
| 764   | Pulsnitz – Ohorn – Steina – Bischheim – Kamenz                                                                     | VVO   |
| 765   | Pulsnitz – Ohorn – Bretnig (ehemals Linie 306)                                                                     | VVO   |
| 766   | Pulsnitz – Reichenbach – Königsbrück (ehemals Linie 312)                                                           | VVO   |
| 767   | Großröhrsdorf – Leppersdorf – Wachau                                                                               | VVO   |
| 769   | Nachtverkehr: Dresden-Klotzsche – Medingen – Ottendorf-Okrilla – Hermsdorf – Dresden-Klotzsche (ehemals Linie 321) | VVO   |
| 771   | Biehla – Brauna (ehemals Linie 173)                                                                                | VVO   |
| 772   | Wiednitz – Bernsdorf – Kamenz (ehemals Linie 151)                                                                  | VVO   |
| 773   | Wittichenau – Oßling – Bernsdorf (ehemals Linie 152)                                                               | VVO   |
| 774   | Wittichenau – Räckelwitz (ehemals Linie 153)                                                                       | VVO   |
| 775   | Groß Särchen – Lohsa – Königswartha (ehemals Linie 154)                                                            | VVO   |
| 776   | Hoyerswerda – Lohsa – Uhyst (Spree) – Rauden (ehemals Linie 155)                                                   | VVO   |
| 777   | Lohsa – Groß Särchen (ehemals Linie 156)                                                                           | VVO   |
| 778   | Lauta – Laubusch – Klein Partwitz – Sabrodt (ehemals Linie 157)                                                    | VVO   |
| 779   | Hoyerswerda – Schwarze Pumpe (ehemals Linie 161)                                                                   | VVO   |
| 780   | Hoyerswerda – Wittichenau – Königswartha (ehemals Linie 162)                                                       | VVO   |
| 781   | Bluno – Burgneudorf – Lohsa (ehemals Linie 163)                                                                    | VVO   |
| 782   | Hoyerswerda – Spohla – Wittichenau (ehemals Linie 164)                                                             | VVO   |
| 783   | Klein Seidewinkel – Bergen – Laubusch (ehemals Linie 165)                                                          | VVO   |
| 784   | Hoyerswerda – Laubusch – Lauta (ehemals Linie 166)                                                                 | VVO   |
| 785   | Königswartha – Groß Särchen – Lohsa (ehemals Linie 168)                                                            | VVO   |
| 786   | Kamenz – Reichenbach – Pulsnitz (ehemals Linie 170)                                                                | VVO   |
| 787   | Kamenz – Schwepnitz – Zeisholz (ehemals Linie 172)                                                                 | VVO   |
| 788   | Kamenz – Cunnersdorf – Schwepnitz – Bernsdorf (ehemals Linie 173)                                                  | VVO   |
| 789   | Elstra – Kamenz – Oßling – Trado (ehemals Linie 184)                                                               | VVO   |
| 790   | Kamenz – Crostwitz – Ralbitz (ehemals Linie 186)                                                                   | VVO   |
| 791   | Königswartha – Kamenz (ehemals Linie 187)                                                                          | VVO   |
| 792   | Hoyerswerda – Bergen – Tätzschwitz – Sabrodt (ehemals Linie 158)                                                   | VVO   |
| 793   | Burgneudorf – Spremberg (ehemals Linie 160)                                                                        | VVO   |
| 794   | Groß Särchen – Knappenrode – Hoyerswerda (ehemals Linie 103)                                                       | VVO   |
| 795   | Großhähnchen/Crostwitz – Elstra (ehemals Linie S41)                                                                | VVO   |
| 796   | Panschwitz-Kuckau – Neschwitz – Räckelwitz – Ralbitz (ehemals Linie S43)                                           | VVO   |
| 797   | Lückersdorf – Pulsnitz – Reichenau – Schwepnitz                                                                    | VVO   |

## Qualitätsmanagement
Die RBO erhielt erstmals im Jahr 1997 die Zertifizierung des Qualitätsmanagementsystems nach DIN EN ISO 9002. Seit 2003 erfolgt die Zertifizierung nach der neuen Norm DIN EN ISO 9001:2000.